# Мужская волейбольная Евролига 2011
8-й розыгрыш мужской волейбольной Евролиги — международного турнира по волейболу среди мужских национальных сборных стран-членов ЕКВ — проходил с 26 мая по 17 июля 2011 года с участием 12 команд. Финальный этап был проведён в Кошице (Словакия). Победителем турнира во 2-й раз в своей истории стала сборная Словакии.

## Команды-участницы
Австрия, Беларусь, Бельгия, Великобритания, Греция, Испания,Нидерланды, Румыния, Словакия, Словения, Турция, Хорватия.

## Система проведения розыгрыша
Соревнования состоят из предварительного и финального этапов. На предварительном этапе 12 команд-участниц разбиты на три группы. В группах команды играли с разъездами в два круга спаренными матчами. В финальный этап выходят победители групповых турниров и Словакия (хозяин финала). Если сборная Словакии первенствует в своей группе, то вакантное место участника финального этапа получает лучшая команда из числа занявших в группах вторые места. Финальный этап проводится по системе плей-офф.
За победы со счётом 3:0 и 3:1 команды получают по 3 очка, за победы 3:2 — по 2 очка, за поражения 2:3 — по 1 очку, за поражения 0:3 и 1:3 — 0.

## Предварительный этап
В колонках В (выигрыши) в скобках указано число побед со счётом 3:2, в колонке П (поражения) — поражений со счётом 2:3.

### Группа А
| М | Команда        | 1               | 2               | 3               | 4               | И  | В     | П     | С/П   | О  |
| - | -------------- | --------------- | --------------- | --------------- | --------------- | -- | ----- | ----- | ----- | -- |
| 1 | Словения       |                 | 3:1 3:1 3:1 0:3 | 3:0 3:2 3:0 1:3 | 3:1 3:0 3:1 0:3 | 12 | 9 (1) | 3     | 28:16 | 26 |
| 2 | Бельгия        | 1:3 1:3 1:3 3:0 |                 | 3:2 3:0 3:2 3:2 | 0:3 3:1 3:2 2:3 | 12 | 7 (4) | 5 (1) | 26:24 | 18 |
| 3 | Хорватия       | 0:3 2:3 0:3 3:1 | 2:3 0:3 2:3 2:3 |                 | 2:3 3:0 3:0 3:2 | 12 | 4 (1) | 8 (5) | 22:27 | 16 |
| 4 | Великобритания | 1:3 0:3 1:3 3:0 | 3:0 1:3 2:3 3:2 | 3:2 0:3 0:3 2:3 |                 | 12 | 4 (2) | 8 (2) | 19:28 | 12 |

28—29 мая.  Антверпен.
Бельгия — Словения 1:3 (22:25, 25:19, 18:25, 23:25); 1:3 (19:25, 20:25, 25:20, 17:25).
28—29 мая.  Шеффилд.
Великобритания — Хорватия 3:2 (21:25, 21:25, 26:24, 25:18, 15:4); 0:3 (18:25, 21:25, 15:25).
4—5 июня.  Марибор.
Словения — Хорватия 3:0 (25:18, 25:23, 25:23); 3:2 (25:23, 22:25, 25:20, 23:25, 15:11).
4—5 июня.  Антверпен.
Бельгия — Великобритания 0:3 (21:25, 24:26, 16:25); 3:1 (23:25, 25:19, 25:20, 25:18).
10—11 июня.  Шеффилд.
Великобритания — Словения 1:3 (21:25, 14:25, 33:31, 16:25); 0:3 (23:25, 21:25, 18:25).
11—12 июня.  Славонски-Брод.
Хорватия — Бельгия 2:3 (25:20, 30:32, 13:25, 25:20, 13:15); 0:3 (10:25, 17:25, 23:25).
18—19 июня.  Марибор.
Словения — Великобритания 3:1 (25:19, 25:19, 15:25, 25:21); 0:3 (23:25, 16:25, 21:25).
18—19 июня.  Антверпен.
Бельгия — Хорватия 3:2 (25:20, 19:25, 25:20, 22:25, 15:11); 3:2 (25:15, 25:23, 23:25, 22:25, 15:9).
24—25 июня.  Осиек.
Хорватия — Словения 0:3 (24:26, 23:25, 16:25); 3:1 (19:25, 25:20, 25:22, 25:19).
24—25 июня.  Кроули.
Великобритания — Бельгия 2:3 (26:24, 19:25, 25:22, 23:25, 14:16); 3:2 (25:23, 23:25, 25:23, 22:25, 15:11).
9—10 июля.  Марибор.
Словения — Бельгия 3:1 (22:25, 25:17, 25:23, 25:16); 0:3 (19:25, 22:25, 20:25).
9—10 июля.  Осиек.
Хорватия — Великобритания 3:0 (25:22, 25:19, 25:20); 3:2 (25:19, 23:25, 23:25, 25:13, 15:10).

### Группа В
| М | Команда    | 1               | 2               | 3               | 4               | И  | В      | П      | С/П   | О  |
| - | ---------- | --------------- | --------------- | --------------- | --------------- | -- | ------ | ------ | ----- | -- |
| 1 | Испания    |                 | 0:3 3:0 2:3 3:0 | 3:1 3:0 3:0 3:0 | 3:1 3:1 3:1 3:2 | 12 | 10 (1) | 2 (1)  | 32:12 | 30 |
| 2 | Нидерланды | 3:0 0:3 3:2 0:3 |                 | 3:2 3:0 3:0 3:2 | 3:0 3:0 3:1 1:3 | 12 | 9 (3)  | 3      | 28:16 | 24 |
| 3 | Греция     | 1:3 0:3 0:3 0:3 | 2:3 0:3 0:3 2:3 |                 | 3:1 3:1 3:0 0:3 | 12 | 3      | 9 (2)  | 14:29 | 11 |
| 4 | Австрия    | 1:3 1:3 1:3 2:3 | 0:3 0:3 1:3 3:1 | 1:3 1:3 0:3 3:0 |                 | 12 | 2      | 10 (1) | 14:31 | 7  |

26,28 мая.  Вельс (26), Штайр (28).
Австрия — Греция 1:3 (15:25, 25:22, 23:25, 21:25); 1:3 (25:19, 22:25, 22:25, 24:26).
27—28 мая.  Вальядолид.
Испания — Нидерланды 0:3 (22:25, 22:25, 27:29); 3:0 (25:22, 25:21, 25:19).
3—4 июня.  Гвадалахара.
Испания — Австрия 3:1 (25:20, 22:25, 25:21, 25:17); 3:1 (25:20, 25:19, 20:25, 25:22).
4—5 июня.  Лек.
Нидерланды — Греция 3:2 (25:19, 23:25, 25:18, 21:25, 15:11); 3:0 (25:11, 25:19, 27:25).
11—12 июня.  Роттердам.
Нидерланды — Австрия 3:0 (25:22, 25:22, 28:26); 3:0 (25:22, 25:20, 25:12).
11—12 июня.  Пиргос.
Греция — Испания 1:3 (25:23, 23:25, 21:25, 20:25); 0:3 (18:25, 18:25, 21:25).
17—18 июня.  Вильянова.
Испания — Греция 3:0 (25:19, 25:22, 25:19); 3:0 (27:25, 25:14, 25:22).
18—19 июня.  Швехат.
Австрия — Нидерланды 1:3 (22:25, 18:25, 25:19, 19:25); 3:1 (25:21, 32:30, 18:25, 25:21).
24—25 июня.  Санкт-Антон-ам-Арльберг.
Австрия — Испания 1:3 (22:25, 25:20, 22:25, 22:25); 2:3 (25:22, 19:25, 25:18, 20:25, 16:18).
25—26 июня.  Ксанти.
Греция — Нидерланды 0:3 (21:25, 18:25, 21:25); 2:3 (23:25, 25:18, 25:18, 18:25, 10:15).
9—10 июля.  Роттердам.
Нидерланды — Испания 3:2 (21:25, 25:22, 25:22, 19:25, 18:16); 0:3 (23:25, 26:28, 21:25).
9—10 июля.  Ханья.
Греция — Австрия 3:0 (25:16, 25:22, 25:17); 0:3 (19:25, 17:25, 21:25).

### Группа С
| М | Команда  | 1               | 2               | 3               | 4               | И  | В     | П     | С/П   | О  |
| - | -------- | --------------- | --------------- | --------------- | --------------- | -- | ----- | ----- | ----- | -- |
| 1 | Румыния  |                 | 3:0 1:3 1:3 3:1 | 3:1 1:3 3:1 0:3 | 2:3 3:0 3:0 3:0 | 12 | 8     | 4     | 27:16 | 24 |
| 2 | Словакия | 0:3 3:1 3:1 1:3 |                 | 3:2 3:1 3:0 1:3 | 3:0 3:1 3:0 3:2 | 12 | 8 (2) | 4 (1) | 28:19 | 23 |
| 3 | Беларусь | 1:3 3:1 1:3 3:0 | 2:3 1:3 0:3 3:1 |                 | 3:1 0:3 2:3 3:0 | 12 | 5     | 7 (2) | 22:24 | 17 |
| 4 | Турция   | 3:2 0:3 0:3 0:3 | 0:3 1:3 0:3 2:3 | 1:3 3:0 3:2 0:3 |                 | 12 | 3 (2) | 9 (1) | 13:31 | 8  |

27—28 мая.  Констанца.
Румыния — Словакия 3:0 (25:23, 25:20, 25:16); 1:3 (23:25, 25:18, 21:25, 23:25).
28—29 мая.  Анкара.
Турция — Беларусь 1:3 (22:25, 25:12, 19:25, 19:25); 3:0 (27:25, 28:26, 25:23).
4—5 июня.  Орду.
Турция — Румыния 0:3 (24:26, 23:25, 20:25); 1:3 (21:25, 20:25, 26:24, 18:25).
4—5 июня.  Нитра.
Словакия — Беларусь 3:2 (21:25, 22:25, 25:20, 25:18, 15:13); 3:1 (29:31, 25:23, 25:22, 25:20).
10—11 июня.  Анкара.
Турция — Словакия 3:2 (25:17, 17:25, 23:25, 25:23, 15:9); 0:3 (17:25, 23:25, 21:25).
11—12 июня.  Минск.
Беларусь — Румыния 1:3 (23:25, 23:25, 27:25, 23:25); 3:1 (25:20, 17:25, 25:21, 25:21).
17—18 июня.  Констанца.
Румыния — Турция 3:0 (25:23, 25:22, 26:24); 3:0 (25:15, 25:16, 25:21).
18—19 июня.  Минск.
Беларусь — Словакия 0:3 (18:25, 23:25, 20:25); 3:1 (25:22, 25:19, 23:25, 25:20).
25—26 июня.  Минск.
Беларусь — Турция 2:3 (25:20, 25:22, 18:25, 23:25, 19:21); 3:0 (25:19, 25:15, 25:20).
25—26 июня.  Левице.
Словакия — Румыния 3:1 (25:15, 25:19, 22:25, 25:16); 1:3 (23:25, 25:22, 17:25, 18:25).
8—9 июля.  Констанца.
Румыния — Беларусь 3:1 (23:25, 28:26, 25:21, 26:24); 0:3 (19:25, 16:25, 20:25).
9—10 июля.  Кошице.
Словакия — Турция 3:0 (25:18, 25:15, 25:22); 3:2 (22:25, 19:25, 25:13, 25:23, 15:7).

## Финальный этап
16—17 июля.  Кошице

### Полуфинал
16 июля
Испания — Словения 3:2 (26:24, 23:25, 19:25, 25:17, 15:12)
Словакия — Румыния 3:0 (25:14, 28:26, 25:19)

### Матч за 3-е место
17 июля
Словения — Румыния 3:0 (25:20, 25:18, 25:22)

### Финал
17 июля
Словакия — Испания 3:2 (25:22, 22:25, 24:26, 25:22, 15:12)

## Итоги

### Положение команд
| Словакия              |
| Испания               |
| Словения              |
| 4. Румыния            |
| 5—6. Нидерланды       |
| 5—6. Бельгия          |
| 7—9. Беларусь         |
| 7—9. Хорватия         |
| 7—9. Греция           |
| 10—12. Великобритания |
| 10—12. Турция         |
| 10—12. Австрия        |

### Призёры
Словакия: Милан Бенч, Михал Масны, Эмануэль Когут, Роберт Гупка, Мартин Сопко, Роман Ондрушек, Тибор Фило, Стефан Хртянски, Томаш Кмет, Юрай Затко, Лукаш Дивиш, Петер Михалович. Главный тренер — Эмануэле Дзанини.
  Испания: Гильермо Эрнан, Серхио Нода, Густаво Дельгадо Эскрибано, Франсиско Хосе Родригес, Даниэль Рокамора, Хорхе Фернандес, Францеск Льенас, Ибан Перес, Хулиан Гарсия Торрес, Марлон Рафаэль Фальхарини, Хосе Мигель Сугранес Мартинес, Виктор Мануэль Висьяна Мера. Главный тренер — Фернандо Муньос.
  Словения: Давор Чеброн, Ален Паенк, Ян Планинц, Ален Шкет, Митя Гаспарини, Матевж Камник, Миха Плот, Деян Винчич, Вид Якопин, Тине Урнаут, Грегор Ропрет, Клемен Чебуль. Главный тренер — Веселин Вукович.

### Индивидуальные призы
MVP:  Томаш Кмет
Лучший нападающий:  Серхио Нода
Лучший блокирующий:  Томаш Кмет
Лучший на подаче:  Ален Паенк
Лучший на приёме:  Францеск Льенас
Лучший связующий:  Михал Масны
Лучший либеро:  Роман Ондрушек
Самый результативный:  Серхио Нода